# Julián Romea Parra
 Julián Romea Parra  (Saragossa, 1848 - Madrid, 1903) va ser un dramaturg i actor espanyol.
Pare del també actor Alberto Romea i nebot del cèlebre actor Julián Romea Yanguas, va destacar sobretot i, a més de la seva faceta d'actor, com comediògraf, tant de sarsuela com de peces teatrals (sainets). S'inicia en la interpretació a l'ombra de la seva tia Matilde Díez, realitzant gires per Amèrica i Espanya. De la seva faceta com a llibretista, destaquen La Filla del Barba (1894), El padrí del nen o tot per l'art (1896), El Señor Joaquín (1898) i sobretot La Tempranica (1900), estrenada al Teatre de la Zarzuela de Madrid.

## Obres (selecció)

### Com a intèrpret
- La cançó de la Lola
- La bona ombra, dels Germans Álvarez Quintero.
- El ball de Luis Alonso

### Com a autor
- Esmorzars i dinars
- Gambetes
- De Cadis al Port
- Entre dos gendres
- El difunt Tuopinel
- De pics bruns
- La Tempranica (1900)
- Conflicte entre dos anglesos